# Oh Happy Day
"Oh Happy Day" é um arranjo musical gospel de 1967, um hino do século XVIII. Gravado pelo Edwin Hawkins Singers, ele se tornou um sucesso internacional em 1969 e um clássico da música gospel. O single alcançou o 4º lugar nos Estados Unidos, 1º na França e Alemanha e 2º lugar tanto no UK Singles Chart como no Irish Singles Chart.

## Origens
Até chegar ao arranjo gospel feito por Lauryn Hills, o hino "Oh Happy Day" tem a seguinte genealogia: começou como um hino escrito em meados do século XVIII pelo clérigo inglês Phillip Doddridge chamado  "O happy day, that fixed my choice" ("Oh dia feliz em que fiz a minha escolha") baseado em Atos 8:35 em cima de uma melodia existente  de 1704, por J.A. Freylinghausen. Em meados do século XIX ganhou uma nova melodia composta por Edward F. Rimbault que acrescentou um refrão. Passou a ser usado comumente em cerimônias de batismo ou crisma no Reino Unido e Estados Unidos. No século XX surgiu uma versão que muda o compasso de 3/4 para 4/4 e elimina os versos originais deixando só o refrão sendo repetido.

## Legado e Influência
O arranjo feito por Edwin Hawkins logo veio a se tornar uma referência sendo gravado por centenas de artistas. Foi incluído na lista Songs of Century (Músicas do Século) da RIAA e venceu um Grammy Award na categoria melhor performance de soul gospel em 1970. Entre outros usos em diferentes programas de radiodifusão, foi escolhido como o hino da edição 2014 do Teleton brasileiro.